# 酒井幾造
酒井 幾造（さかい いくぞう、1881年（明治14年）2月2日 - 1944年（昭和19年）8月10日）は、大日本帝国陸軍軍人。最終階級は陸軍少将。功四級。

## 経歴・人物
岡山県久米郡西川村（現：久米郡美咲町）出身。1902年（明治35年）陸軍士官学校第14期卒業。
1926年（大正15年）3月に新発田連隊区司令官、同年7月に陸軍歩兵大佐を経て、1927年（昭和2年）7月に第7師団司令部附・北海道帝国大学配属将校となる。
ついで、1929年（昭和4年）8月に歩兵第12連隊長を経て、1931年（昭和6年）8月1日に陸軍少将に進級と同時に待命、同月29日に予備役に編入した。